# River Ridge (Florida)
River Ridge ist  ein census-designated place (CDP) im Pasco County im US-Bundesstaat Florida. Das U.S. Census Bureau hat bei der Volkszählung 2020 eine Einwohnerzahl von 5.107 ermittelt. 

## Geographie
River Ridge liegt rund 45 km westlich von Dade City sowie etwa 45 km nördlich von Tampa.

## Demographische Daten
Laut der Volkszählung 2010 verteilten sich die damaligen 4702 Einwohner auf 2168 Haushalte. 93,6 % der Bevölkerung bezeichneten sich als Weiße, 1,3 % als Afroamerikaner, 0,3 % als Indianer und 1,7 % als Asian Americans. 1,0 % gaben die Angehörigkeit zu einer anderen Ethnie und 2,1 % zu mehreren Ethnien an. 7,2 % der Bevölkerung bestand aus Hispanics oder Latinos.
Im Jahr 2010 lebten in 32,4 % aller Haushalte Kinder unter 18 Jahren sowie 32,4 % aller Haushalte Personen mit mindestens 65 Jahren. 75,9 % der Haushalte waren Familienhaushalte (bestehend aus verheirateten Paaren mit oder ohne Nachkommen bzw. einem Elternteil mit Nachkomme). Die durchschnittliche Größe eines Haushalts lag bei 2,50 Personen und die durchschnittliche Familiengröße bei 2,85 Personen.
24,3 % der Bevölkerung waren jünger als 20 Jahre, 19,3 % waren 20 bis 39 Jahre alt, 31,3 % waren 40 bis 59 Jahre alt und 25,1 % waren mindestens 60 Jahre alt. Das mittlere Alter betrug 45 Jahre. 47,5 % der Bevölkerung waren männlich und 52,5 % weiblich.
Das durchschnittliche Jahreseinkommen lag bei 57.576 $, dabei lebten 5,0 % der Bevölkerung unter der Armutsgrenze.